# Klarer han 'Pynten'?
Klarer han 'Pynten'? er en amerikansk stumfilm fra 1920 af Hal Roach.

## Medvirkende
- Harold Lloyd
- Mildred Davis
- Fred McPherson
- Roy Brooks
- William Gillespie som Dope Fiend